# Suckling Airways
Suckling Airways (zuvor zeitweise Scot Airways) war eine britische Regionalfluggesellschaft mit Sitz in Cambridge und ein Tochterunternehmen der Loganair.

## Geschichte
Suckling Airways wurde 1984 als Suckling Aviation von Roy und Merlyn Suckling als Taxi- und Chartergesellschaft gegründet und begann ihren Flugbetrieb 1986 von einer Graspiste in Ipswich. Der Linienbetrieb wurde 1986 mit Verbindungen von Ipswich Airport nach Manchester und Amsterdam aufgenommen. Zum Einsatz kam eine Dornier 228-200. Im Winter 1987 weichte die Graspiste durch außerordentlich starke Regenfälle dermaßen auf, dass die Startbahn durch Sucklings Dornier 228 fast völlig zerstört wurde. Der Flugbetrieb konnte übergangsweise vom RAF-Flugplatz Wattisham (Suffolk) weitergeführt werden. Danach verlegte man den Hauptsitz nach Cambridge.
Der Flugbetrieb wurde nach und nach von Cambridge nach Edinburgh und parallel von Norwich erweitert. Dafür wurde eine Dornier 328-100 beschafft. 1990 wurden Basen in Luton, Southampton und Stansted eingerichtet und neue Verbindungen wie Cambridge - Amsterdam, Luton - Paris-Charles de Gaulle, Stansted - Zürich und Southampton - Amsterdam aufgenommen. Im Jahr 1999 wurde der Liniendienst von London City Airport nach Dundee und Glasgow aufgenommen. Gleichzeitig wurde die Gesellschaft in Scot Airways umbenannt. 
Im Jahr 2005 wurde die erste BAe 146-200 für die Linie London-City - Edinburgh beschafft. Es wurden Codeshare-Abkommen mit Flybe für London City - Edinburgh und mit KLM Cityhopper für London-City - Amsterdam geschlossen. Im Jahr 2007 folgte ein Franchiseabkommen mit der irischen damaligen Air-France-Tochter CityJet. Die Flüge vom London City Airport werden unter Air-France-Flugnummern getätigt. Es folgte ein weiteres Abkommen mit Blue Islands.
Im Juli 2011 wurde bekannt gegeben, dass Scot Airways durch Loganair aufgekauft wurde. Sie operierte seither wieder unter ihrem früheren Namen Suckling Airways. Im Februar 2013 entschied sich Loganair, den Flugbetrieb der Suckling Airways zu übernehmen. So begann man im April 2013 sukzessive Flugzeuge zur Loganair zu übertragen. Mit der Übertragung des letzten Flugzeugs, der Dornier 328 G-BYHG, erlosch die Fluglizenz der Suckling Airways am 16. Mai 2013.

## Flugziele

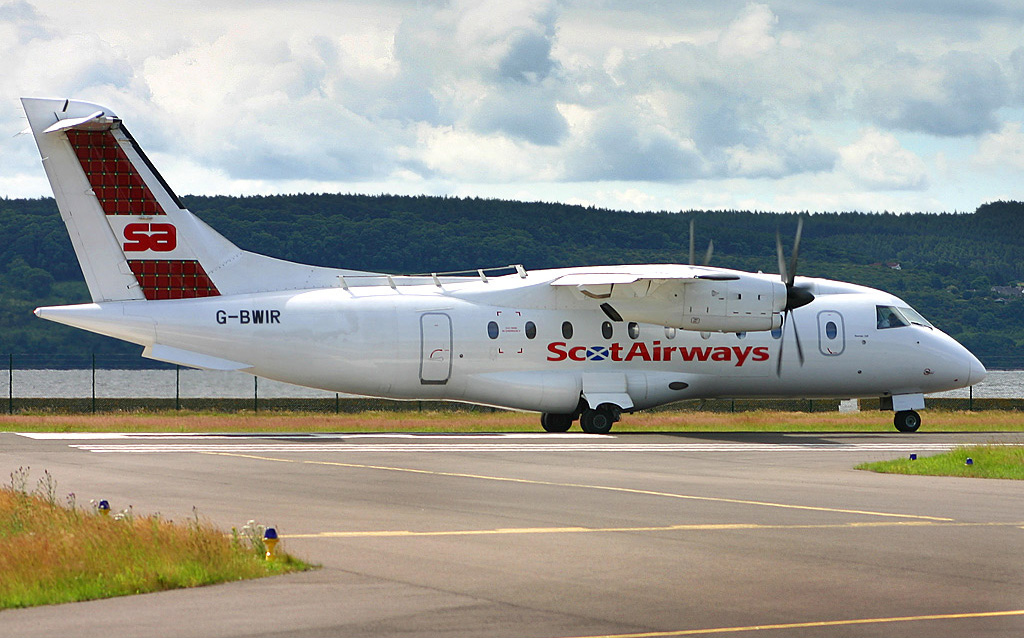
Eine Dornier 328-100 der Suckling Airways

Suckling Airways bot im Namen der Dachmarke CityJet Linienflüge vom Flughafen London City nach Dundee und Edinburgh sowie Charterflüge in eigenem Namen an. Zudem wurden auch Flüge für Flybe und weitere Gesellschaften durchgeführt.

## Flotte
Zuletzt bestand die Flotte der Suckling Airways mit Stand März 2013 aus sechs Flugzeugen:
- sechs Dornier 328-100 (je zwei betrieben für CityJet und Loganair, eine für Sun-Air of Scandinavia)